# 大道銀天街

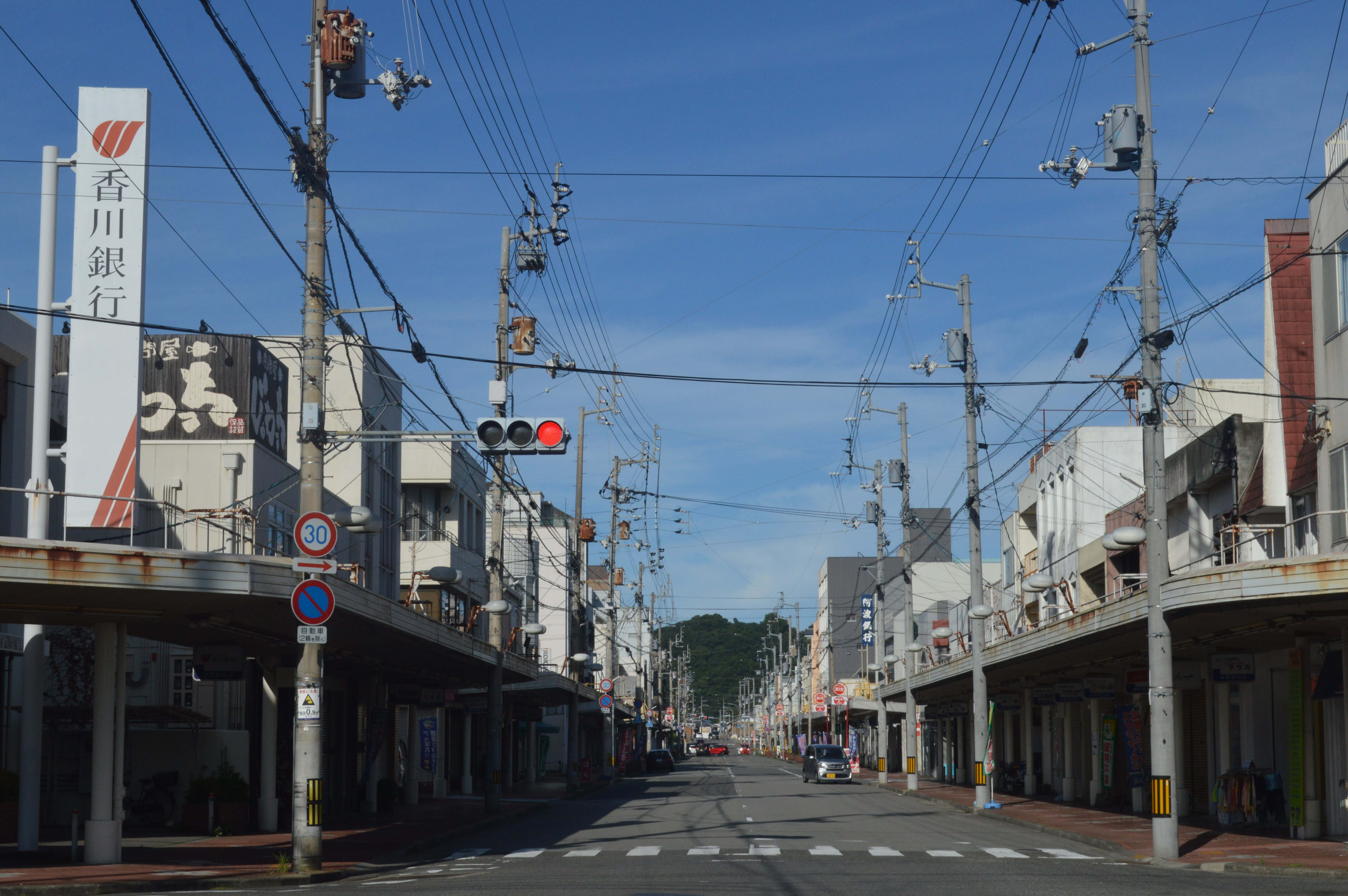
大道銀天街

大道銀天街（おおみちぎんてんがい）は、徳島県鳴門市撫養町斎田及び撫養町南浜にある商店街。

## 歴史

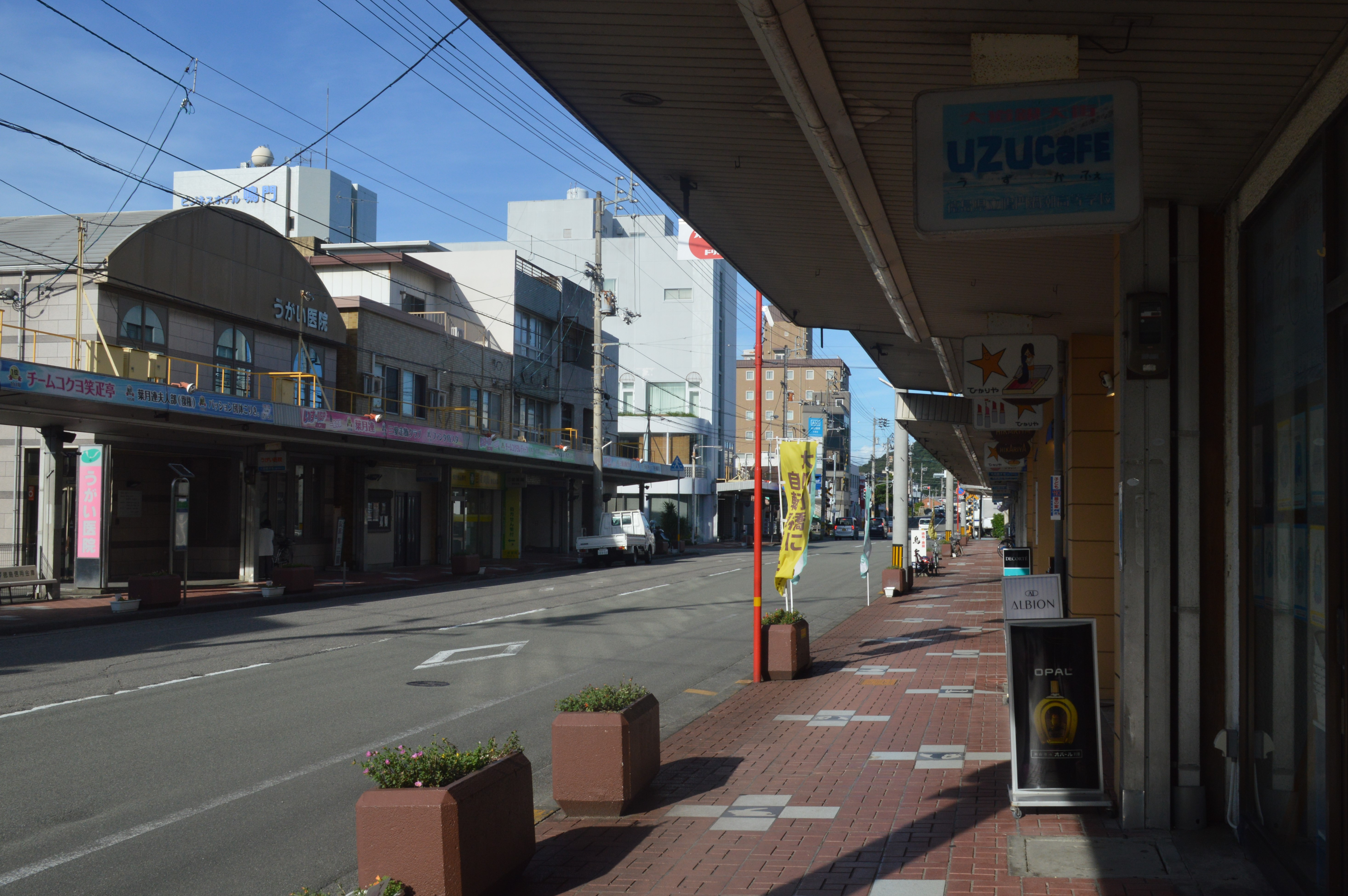
アーケード

1974年（昭和49年）に鳴門市で初めて商店街振興組合を設立し、販売促進事業として納涼市や大売出しなどを実施した。
1975年（昭和50年）に入ってからは狭い道路を車道11m、歩道各3.5mの18mに広げ、店舗のセットバックと建て替えが進んだ。これに伴い新設される歩道上に片側式アーケードの建設計画が持ち上がり、1977年（昭和52年）7月に220mのアーケードとカラー舗装が完成した。

## 交通
- JR鳴門線鳴門駅より徒歩約5分。